# Urban-Loritz-Platz
Urban-Loritz-Platz er et anlæg i Wien beliggende i 7. wienerbezirk, Neubau. Området er ca. 3.200 m² stort. Området er opdelt i to dele, hvor den ene er en park, og den anden er tilpasset til fritidsinteresser for børn og unge.
I år 2000 blev parken omanlagt delvist for EU-midler.
Ved Urban-Loritz-Platz ligger bl.a. Wiens hovedbibliotek, en bycykel-holdeplads samt holdepladser for både Wiener Straßenbahn, Wiener U-Bahn og natbusser.